# Banco Georges

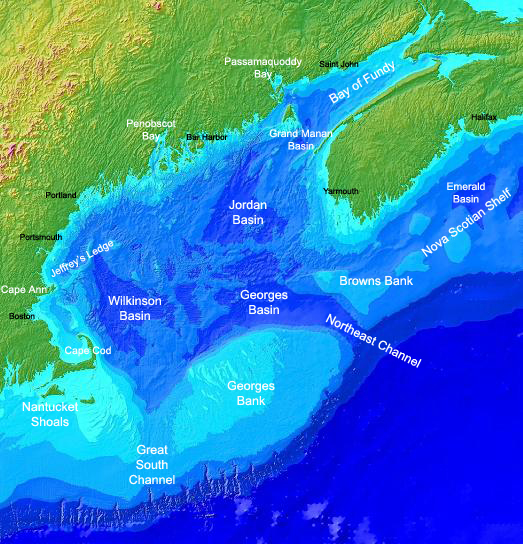
Mapa del golfo de Maine; Georges Bank es la región celeste al centro de la imagen.

Georges Bank es un banco de arena ubicado en el océano Atlántico al este del estado de Massachusetts en los Estados Unidos. Fue desde hace tiempo un importante caladero de vieiras, principalmente en su parte noreste. Navegar por la zona resulta algo peligroso debido a las constantes contracorrientes y niebla. En 1994 fue prohibida la pesca comercial con el fin de permitir el reabastecimiento de las especies explotadas en el lugar.
Durante las décadas de 1960 y 1970, la exploración de petróleo determinó que el fondo marino bajo el banco Georges posee incalculables reservas. Sin embargo, Canadá y los Estados Unidos acordaron una moratoria de las actividades de exploración y producción en lugar de la conservación de sus aguas para la pesca.
La decisión de Canadá y de los Estados Unidos de declarar una zona económica exclusiva de 200 millas náuticas (370 km) en la década de 1970 dio lugar a la superposición de reclamaciones sobre el banco Georges y rápidamente causó el deterioro de las relaciones entre los pescadores de ambos países que afirmaban que los recursos pesqueros pertenecían a una u otra nación. En reconocimiento de la controversia, ambas naciones acordaron en 1979 referir la cuestión de la delimitación de fronteras marítimas a la Corte Internacional de Justicia de La Haya en los Países Bajos. Tras cinco años de audiencias y la consulta, la CIJ emitió su decisión en 1984, que dividió la frontera marítima en el golfo de Maine entre ambas naciones al límite de 200 millas, por lo que la mayor parte del banco Georges fue adjudicada a los Estados Unidos. Para Canadá quedó la parte más oriental del banco Georges.
- Datos: Q5546752